# Șimleu Silvaniei
Șimleu Silvaniei (en hongrois Szilágysomlyó, en yiddish שאַמלוי, en allemand Schomlenmarkt) est une ville roumaine du județ de Sălaj, dans la région historique de Transylvanie et dans la région de développement du Nord-ouest.

## Géographie

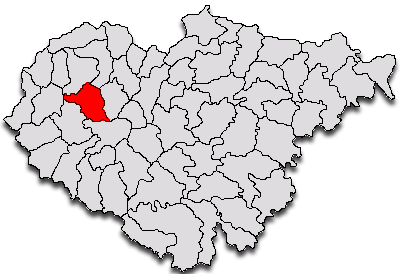
Localisation de Șimleu Silvaniei dans le județ de Sălaj.

La ville de Șimleu Silvaniei est située dans l'ouest du județ, sur les rives de la rivière Crasna, dans les collines Silvaniei (Dealurile Silvaniei), à 29 km à l'ouest de Zalău.
La municipalité est composée de la ville elle-même et des villages suivants (population en 2002) :
- Șimleu Silvaniei (13 547) ;
- Bic (62) ;
- Cehei (1 033) ;
- Pusta (1 454).

## Histoire
La première mention écrite de la ville date de 1251 sous le nom de Vathașomlya. Cependant, le peuplement de l'endroi est beaucoup plus ancien, on a retrouvé lors de fouilles archéologiques de nombreux témoignages des époques dace et romaine, notamment deux trésors monétaires du Ve siècle que l'on peut voir dans les Musées d'histoire de Vienne et de Budapest.
L'histoire de Șimleu Silvaniei est intimement liée à celle de la très puissante famille de la noblesse hongrois des Báthory qui, en 1351, s'y installa et en fit le centre de ses possessions transylvaines.
La ville, qui appartenait au royaume de Hongrie, faisait partie de la principauté de Transylvanie et elle en a donc suivi l'histoire. Șimleu Silvaniei eut à souffrir en 1600 de l'invasion turque.
Après le compromis de 1867 entre Autrichiens et Hongrois de l'empire d'Autriche, la principauté de Transylvanie disparaît et, en 1876, le royaume de Hongrie est partagé en comitats. La ville de Șimleu Silvaniei était le chef-lieu de l'ancien comitat de Kraszna qui disparaît pour former le comitat de Szilágy (Szilágymegye), dont le chef-lieu est Zilah.
À la fin de la Première Guerre mondiale, l'Empire austro-hongrois disparaît et Șimleu Silvaniei rejoint la Grande Roumanie.
En 1940, à la suite du second arbitrage de Vienne, elle est annexée par la Hongrie jusqu'en 1944. En 1944, les Juifs du județ de Sălaj (environ 8 500 personnes) sont regroupés dans un ghetto dans le village de Cehei avant d'être déportés à la fin du mois de mai vers le camp d'extermination d'Auschwitz-Birkenau.
Șimleu Silvaniei réintègre à la Roumanie après la Seconde Guerre mondiale.

## Politique
| Parti | Parti                                                 | Sièges |
| ----- | ----------------------------------------------------- | ------ |
|       | Parti national libéral (PNL)                          | 9      |
|       | Parti social-démocrate (PSD)                          | 4      |
|       | Union démocrate magyare de Roumanie (UDMR)            | 3      |
|       | Union nationale pour le progrès de la Roumanie (UNPR) | 1      |

## Démographie
Șimleu Silvaniei comptait, au début du XXe siècle, une forte majorité hongroise, qui, dès les années trente, s'était considérablement réduite, situation qui s'est encore aggravée de nos jours. D'autre part, l'importante communauté juive a presque entièrement été détruite pendant la Shoah. la ville est aujourd'hui très majoritairement roumaine.
En 1910, à l'époque austro-hongroise, la ville comptait 1 651 Roumains (20,94 %), 6 110 Hongrois (77,48 %) et 21 Allemands (0,27 %).
En 1930, on dénombrait 3 472 Roumains (40 %), 3 478 Hongrois (40,1 %), 1 545 Juifs (17,80 %), 19 Allemands (0,22 %), 17 Slovaques (0,20 %) et 128 Roms (1,47 %).
En 1956, après la Seconde Guerre mondiale, 5 353 Roumains (53,48 %) côtoyaient 4 357 Hongrois (43,53 %), 265 Juifs (2,65 %) et 17 Slovaques (0,17 %).
En 2002, la ville comptait 10 553 Roumains (65,68 %), 4 010 Hongrois (24,95 %), 1 425 Roms (8,86 %) et 39 Slovaques (0,24 %).

### Religions
En 2002, la composition religieuse de la ville était la suivante :
- Chrétiens orthodoxes, 62,23 % ;
- Réformés, 16,05 % ;
- Catholiques romains, 9,81 % ;
- Grecs-Catholiques, 6,13 % ;
- Baptisite, 4,75 % ;
- Adventistes du septième jour, 0,35 % ;
- Pentecôtistes, 0,24 %.

## Économie
Șimleu Silvaniei est un centre économique important pour tout l'ouest du județ qui a des fonctions administratives, commerciales et industrielles. On y trouve des entreprises de l'industrie textile, de l'industrie de transformation du bois et des industries alimentaires (on y élabore notamment un vin mousseux le Silvania réputé dans tout le pays).

## Communications

### Routes
Șimleu Silvaniei est située sur la route nationale DN1H qui rejoint Zalău à l'est par la route nationale DN1F (route européenne 81). Vers le sud-ouest par la nationale DN1 (route européenne 60), elle atteint Aleșd et Oradea et vers l'ouest, par la nationale DN19B, elle rejoint Marghita. en fin, un eorute régionale se dirige vers le nord et Sărmășag.

### Voies ferrées
Șimleu Silvaniei est desservie par la ligne de chemin de fer (Satu Mare)-Sărmășag-Săcueni-(Oradea).

## Lieux et monuments
- Ruines du château Báthory (XIIIe siècle).
- Palais Báthory datant de 1592.
- Église catholique romaine de 1532.
- Musée de l'Holocauste, ouvert en 2005 à la mémoire des quelque 160 000 personnes exterminées par les Nazis, le premier du genre en Roumanie, installé dans l'ancienne Synagogue de Șimleu Silvaniei, construite en 1876.
- Cehei, église orthodoxe en bois des Sts Apôtres datant de 1700[4].
- Bic, église orthodoxe en bois de la Dormition de la Vierge datant de 1778[4].

## Personnalités
- Étienne Báthory (1533-1586), prince de Transylvanie, puis roi de Pologne.
- André Báthory, (1566-1599), cardinal et prince de Transylvanie.
- Christophe Báthory, (1576-1581), prince de Transylvanie.
- Iuliu Maniu, (1873-1953), homme politique roumain, plusieurs fois premier ministre dans l'entre-deux-guerres, mort dans la prison de Sighetu Marmației.
- Joe Pasternak, (1901-1991), producteur de cinéma hollywoodien.
- Miklós Nyiszli, (1901-1956), médecin et écrivain juif qui a témoigné de sa déportation à Auschwitz dans son livre publié aux États-Unis Auschwitz—A doctor’s eyewitness account qui a inspiré le film de Tim Blake Nelson : The Grey Zone.
- Elly Gross (en), (1929- ), écrivain américaine, poétesse qui a témoigné de sa déportation dans l'Allemagne nazie.

## Jumelages
- Nyírbátor (Hongrie)
- Szarvas (Hongrie)

## Galerie de photographies

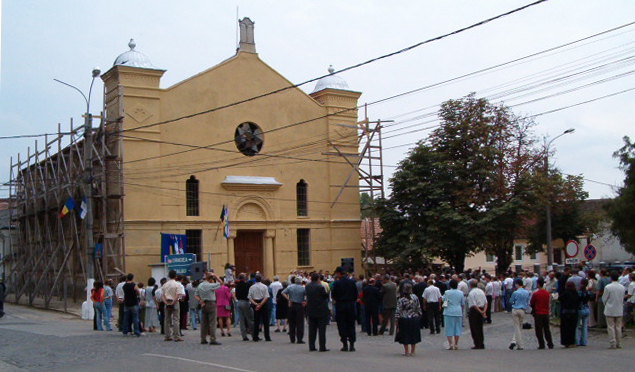
Inauguration du Musée de l'Holocauste
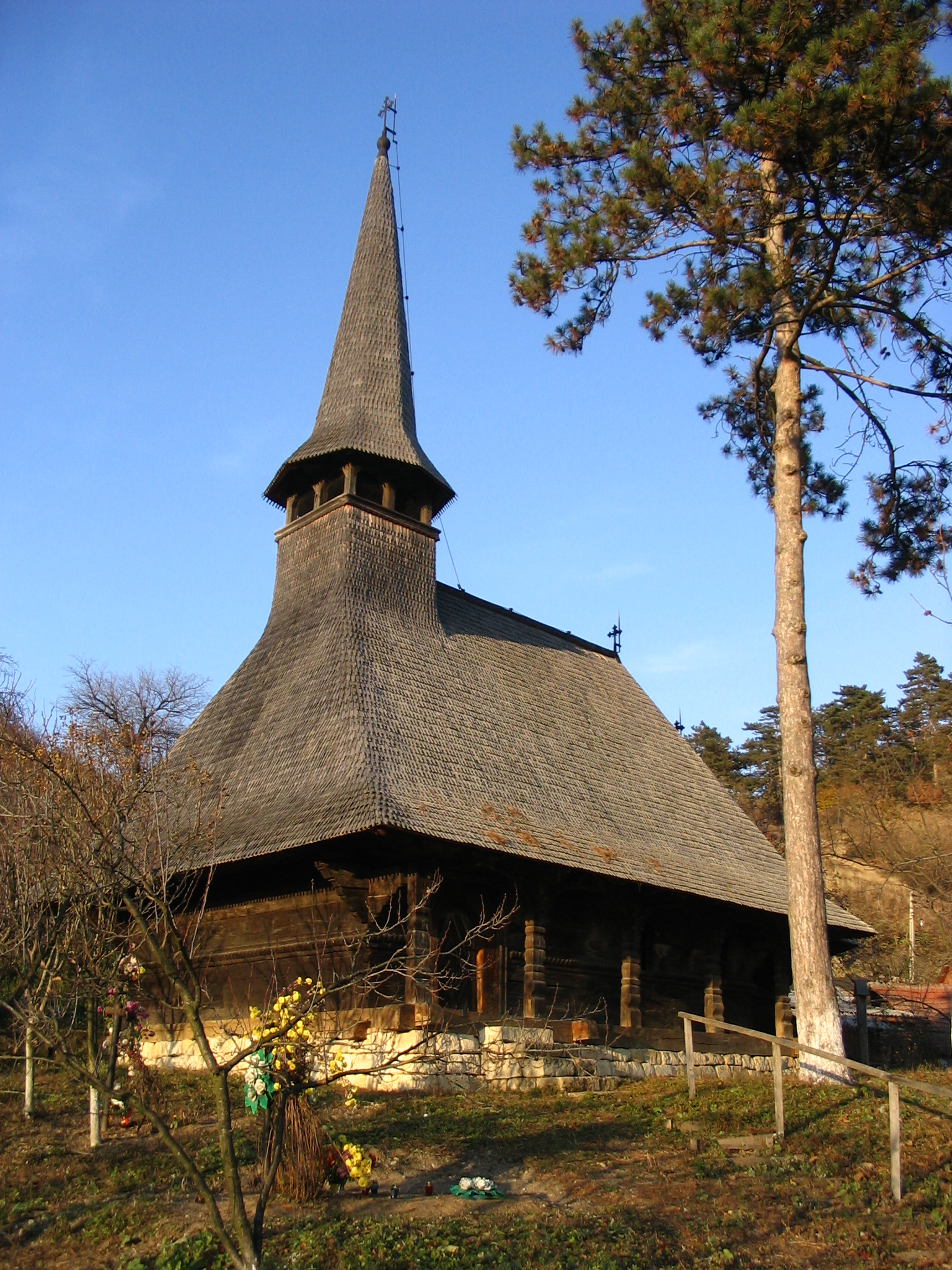
L'église de Cehei
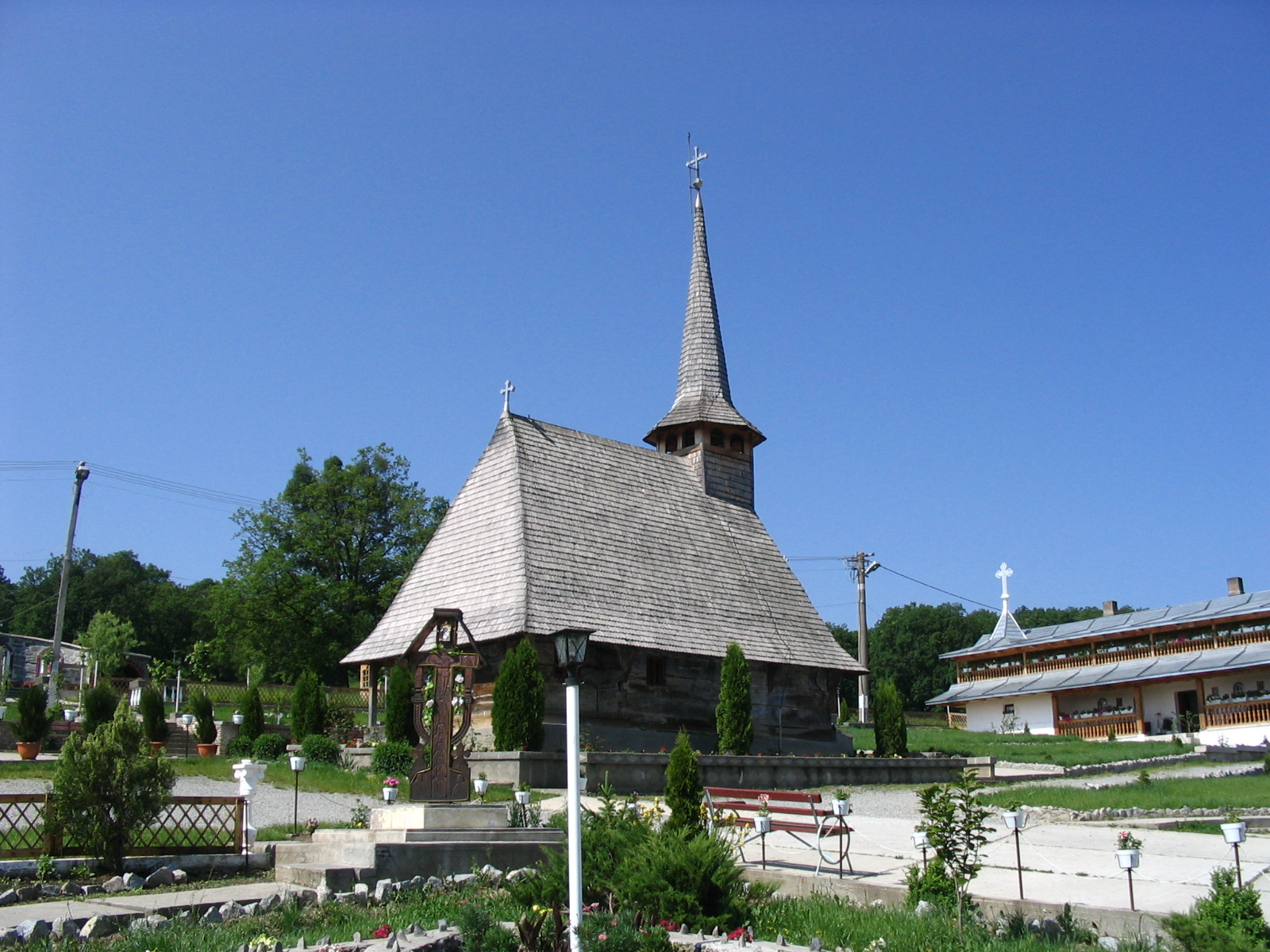
l'église de Bic